# 蒼山探
蒼山探（日语：蒼山 サグ／あおやま さぐ，1981年7月11日—），日本輕小說作家。出身於秋田縣，慶應義塾大學法学部毕业。

## 來歷
2006年收看當時首播的電視動畫《涼宮春日的憂鬱（2006年版）》之下，才去翻閱同名動畫的原作小說而決定以成為輕小說作家為職志；同年開始參加各間出版社舉辦的輕小說家新人徵選。2008年以短篇《蘿球社！》入圍第15回電擊小說大獎銀獎，翌年2009年2月在業界出道之後決定長期連載。
出道之後接受專訪時，說《蘿球社！》的構想來自自己親自探訪四國八十八箇所所留下的印象而進行執筆。

### 人物
蒼山探這個筆名來自蒼山自己以日文五十音的第1個字加以前曾有說「我想吃如堆得像一座山高的菠菜咖哩」這一句話的回憶而來。
興趣是彈吉他，因此在自己的個人網站或推特常談與吉他相關的話題。而目前在線上連載的《天使的3P！》以小學女生組搖滾樂團的題材靈感就是來自蒼山自己的興趣。

另一方面，蒼山在連載出道作《蘿球社！》期間，承認自己有蘿莉控傾向，再加上少女愛的要素進行執筆。連載《天使的3P！》時，曾在後記表示「露里之行，始於足下」。還有，《蘿球社！》是以小學女子們的彼此對待加清純無辜的「少女」的『療癒』，及回顧自己當時前往朝聖時的倡議

 — ， 來自電擊小說大獎出身作家專訪第4回：蒼山探
等元素下，作為該作品的象徵。
蒼山說自己也是競馬愛好者，於雜誌《週刊ASCII》連載期間曾說「果然競走馬還是最棒的！」。

## 著作

### 輕小說
連載
| 作品名稱（日文原名）    | 插圖           | 文庫     | 出版社                               | 發表期間       | 冊數                    | 備註 |
| ----------------------- | -------------- | -------- | ------------------------------------ | -------------- | ----------------------- | ---- |
| 蘿球社！（）            |                | 電擊文庫 | ASCII Media Works／KADOKAWA 台灣角川 | 2009年－2015年 | 全15冊                  | －   |
| 天使的3P！（）          | 2012年－2018年 | 電擊文庫 | ASCII Media Works／KADOKAWA 台灣角川 | 全11冊         |                         | －   |
| Stage of The Ground（） |                | 電擊文庫 | ASCII Media Works／KADOKAWA          | 2016年         | 全1冊                   | －   |
| 哥德蘿莉桌球（）        |                | 電擊文庫 | ASCII Media Works／KADOKAWA          | 2018年－       | 已出版2冊 （2019年1月） | －   |

短篇
- 戀愛與幼女的分歧點（《電擊文庫MAGAZINE》Vol.23別冊付錄，於《看見聖誕老人了 電擊合作》活動發表，2011年12月）

### 編劇
CD
- 廣播劇CD《蘿球社！》（ASCII Media Works／KADOKAWA）

遊戲
- 親愛的馬淑女（日语：My sweet ウマドンナ 〜僕は君のウマ〜）（JRA）
- 親愛的馬淑女2（日语：My sweet ウマドンナ 〜僕は君のウマ〜）（JRA）

## 外部連結
- 。-蒼山探的官方個人網站- ( 現已搬遷至下面的「蒼山探 Official」 )  （日語）
- （日語）－蒼山探的官方個人網站。
- 蒼山探的X（前Twitter） （日語）